# Friedrich Schmid (Statistiker)
Friedrich Schmid (* 24. Januar 1947 in München; † 19. Juni 2022) war ein deutscher Statistiker und Hochschullehrer.

## Leben
Nach dem Studium an der Ludwig-Maximilians-Universität München arbeitete er ab 1973 an der Professur für Statistik und mathematische Methoden der Wirtschaftswissenschaften der Universität der Bundeswehr (Helmut-Schmidt-Universität) in Hamburg. Nach Promotion und Habilitation wurde er 1982  an die Universität Hamburg auf eine Professur für Statistik berufen. Von 1992 bis 2012 lehrte er Statistik am Institut für Ökonometrie und Statistik an der Universität zu Köln.
Er publizierte wissenschaftlich von 1976 bis 2022.

## Schriften (Auswahl)
- Mit H. Hauptmann: Estimation of Parameters in Stochastic Differential Equations. In: Johannes Gordesch, Peter Naeve (Hrsg.): COMPSTAT 1976 – Proceedings in Computational Statistics. Physica-Verlag, 1976, ISBN 978-3-7908-0172-9 (2. Symposium in Berlin (West)).
- Mit H. Hauptmann: Econometric Estimation for Models of Cyclical Growth. In: Johannes Gordesch, Peter Naeve (Hrsg.): COMPSTAT 1976 – Proceedings in Computational Statistics. Physica-Verlag, 1976, ISBN 978-3-7908-0172-9 (2. Symposium in Berlin (West)).
- Zur ökonometrischen Behandlung dynamischer Modelle mit stetigem Zeitparameter. Vandenhoeck & Ruprecht, Göttingen 1977, DNB 780076893 (Zugl. Hamburg, Univ., Fachbereich Wirtschaftswissenschaften, Dissertation).
- Kleinste Quadrate-Schätzer in nichtlinearen Regressionsmodellen. Vandenhoeck & Ruprecht, Göttingen 1983, DNB 830368965 (Zugl. Hamburg, Univ., Fachbereich Wirtschaftswissenschaften, Habil.-Schrift).
- Mit Mark Trede: Nonparametric Tests for Second Order Stochastic Dominance from Paired Observations – Theory and Empirical Application. In: Peter von der Lippe, Norbert Rehm, Heinrich Strecker, Rolf Wiegert (Hrsg.): Wirtschafts- und Sozialstatistik – Theorie und Praxis – Festschrift für Walter Krug. Verlag Wissenschaft & Praxis, Sternenfels 1997, ISBN 978-3-89673-016-9, S. 31–46.
- Mit Mark Trede: Finanzmarktstatistik. Springer, Berlin Heidelberg York 2006, ISBN 978-3-540-27723-1.
- Mit Karl Mosler: Beschreibende Statistik und Wirtschaftsstatistik. 4. Auflage. Springer, Berlin / Heidelberg 2009, ISBN 978-3-642-01556-4.
- Mit Karl Mosler: Wahrscheinlichkeitsrechnung und schließende Statistik. 4. Auflage. Springer, Berlin / Heidelberg 2011, ISBN 978-3-642-15009-8.
- Mit Jadran Dobrić, Gabriel Frahm: Dependence of Stock Returns in Bull and Bear Markets. In: Dependence Modeling. Band 1, 2013, S. 94–110, doi:10.2478/demo-2013-0005.
- Mit Oliver Grothe, Fabian Kächele: A multivariate extension of the Lorenz curve based on copulas and a related multivariate Gini coefficient. In: The Journal of Economic Inequality. Band 20, 2022, S. 727–748, doi:10.1007/s10888-022-09533-x.